# 리치 포 더 스카이 (영화)
《리치 포 더 스카이》(Reach For The Sky)는 영국에서 제작된 루이스 길버트 감독의 1956년 드라마, 전쟁 영화이다. 케네스 모어 등이 주연으로 출연하였고 다니엘 M. 앤젤 등이 제작에 참여하였다.

## 출연

### 주연
- 케네스 모어
- 뮤리엘 파브로

### 조연
- 린던 브룩
- 리 패터슨
- 알렉산더 녹스
- 도러시 앨리슨
- 시드니 테이플러
- 하워드 마리온 크로포드
- 잭 웨이틀링
- 나이젤 그린
- 앤 리언
- 찰스 카슨
- 로널드 애덤
- 월터 허드
- 배질 애플비
- 필립 스테인톤
- 에디 번
- 마이클 리퍼
- 데릭 블롬필드
- 애비스 랜던
- 에릭 폴먼
- 마이클 고
- 해리 록
- 샘 키드
- 프랭크 앳킨슨
- 발비너
- 마이클 밸포
- 트레버 배니스터
- 빅터 보몬트
- 롤랑 브랜드
- 존 브레스린
- 피터 버튼
- 피터 번
- 폴 카펜터
- 어니스트 클락
- 휴 데이빗
- 스트링거 데이비스
- 안톤 디프링
- 바질 디냠
- 레이몬드 프란시스
- 필립 길버트
- 프레드 그리피스
- 프랭크 호킨스
- 찰스 램
- 베리 레츠
- 필립 레빈
- 제레미 롱허스트
- 리처드 마너
- 로저 맥스웰
- 줄리아 넬슨
- 로넌 오캐시
- 클리브 레빌
- 조지 로즈
- 그레이스 덴비그 러셀
- 베리 스틸
- 존 스톤
- 데릭 시드니
- 잭 테일러
- 러셀 워터스
- 패트릭 웨스트우드
- 이안 휘테이커
- 가레스 위갠
- 잭 램버트

## 기타
- 원작자: 폴 브릭힐
- 협력프로듀서: 안소니 넬슨 케이스